# ЖРК Куманово
ЖРК Куманово је женски рукометни клуб из Куманова у Северној Македонији . ЖРК Куманово се такмичи у Супер лиги. Освојили су титулу купа Македоније 2019. Следеће године су освојили првенство Македоније 2020.

## Историја
Куманово је увек имало одличну рукометну екипу која се такмичила на веома високом нивоу. Увек су били међу прва 4 тима током деценија од оснивања. Прву титулу су освојили 1980-их. После вишегодишње доминације скопских клубова у лиги ВХЦ Куманово се пробио и освојио титулу купа 2019. године. Затим су освојили титулу шампиона после 40 година у сезони 2019-20. Поновили су овај успех 2021. освојивши дуплу круну купа и шампионата. Тим Куманова је такође имао значајне сезоне у европским такмичењима у последње 3 године.

## Постигнућа

### Домаћа такмичења
- Шампиони

 :1981, 2020, 2021
- Македонски куп

 : 2019, 2021, 2023

## Куманово Арена
Спортска хала Куманово је затворени спортски објекат који се налази у Куманову, Северна Македонија . Сала је капацитета 6.500 места и изграђена је 1980. године. То је највећа затворена спортска хала у Куманову у којој се одржавају такмичења у кошарци, малом фудбалу, рукомету, одбојци и боксу.

### европска такмичења
| Сезона  | Конкуренција  | Рунда | Клуб             | Домаћи | Гости | Учинак |  |
| ------- | ------------- | ----- | ---------------- | ------ | ----- | ------ |  |
|         |               |       |                  |        |       |        |  |
| 2004–05 | Challenge Cup | 1/8   | Флоргарден       | 20–48  | 30–51 | 50–103 |  |
|         |               |       |                  |        |       |        |  |
| 2012–13 | Challenge Cup | 1/8   | Зрињски Мостар   | 18–30  | 29–31 | 47–61  |  |
|         |               |       |                  |        |       |        |  |
| 2016-17 | Challenge Cup | Р2    | Алцобендас       | 17–23  | 15–31 | 32–54  |  |
|         |               |       |                  |        |       |        |  |
| 2017–18 | Challenge Cup | Р3    | Лублин           | 18–41  | 13–54 | 31–95  |  |
|         |               |       |                  |        |       |        |  |
| 2018–19 | Challenge Cup | Р3    | Дамес 1 В&Л      | 15–39  | 21–31 | 36–70  |  |
|         |               |       |                  |        |       |        |  |
| 2019-20 | EHV Cup       | Р1    | ДХЦ Славија Праг | 27–23  | 24–31 | 51–54  |  |